# Gymnázium Jakuba Škody
Gymnázium Jakuba Škody (GJŠ) je přerovské gymnázium poskytující střední všeobecné vzdělání v 8letém a 4letém studijním programu. Škola byla založena v roce 1870 a nese jméno svého prvního ředitele, středoškolského profesora, překladatele a politika Jakuba Škody. Budova školy je od roku 2001 památkově chráněná. V roce 2018 se škola v programu Excelence v kategorii základních škol umístila na 1. místě v rámci olomouckého kraje a na 4. místě v hodnocení základních škol celé ČR. V rámci středních škol se GJŠ umístilo na 4. místě v rámci kraje a na 30. místě v celé České republice.

## Známí absolventi
- Jaromír Fiurášek – teoretický fyzik
- Marie Flasarová – zooložka
- Jiřina Hauková – básnířka a překladatelka
- Karel Janoušek – člen prvního a druhého odboje, armádní generál a letecký maršál RAF
- Josef Kainar – básník, textař a dramatik
- Fráňa Kopeček – učitel a spisovatel
- Věra Kotasová – grafička
- Martin Nejedlý – spoluzakladatel společnosti Fincentrum
- Jiří Novák – ministr spravedlnosti České republiky v letech 1992 až 1996
- Ondřej Novák – bioanalytik
- Pavel Novák – zpěvák
- Dita Přikrylová – datová analytička a zakladatelka Czechitas
- Vladimír Puchalský – primátor Přerova
- Čeněk Slepánek – spisovatel, kandidát Nobelovy ceny míru v roce 1929
- Vilém Tauský – dirigent a hudební skladatel
- Vladimír Válek - dirigent
- Florian Zapletal – historik umění a novinář

## Ředitelé (do r. 1970)
1. 1870–28. 10. 1885 Jakub Škoda
2. 28. 10. 1885–31. 8. 1886 Josef Šikola
3. 1886–9. 2. 1889 Maxmilián Vrzal
4. 10. 2. 1889–1899 Jan Veselý
5. 1899–30. 4. 1918 Vincenc Vávra
6. 8. 9. 1918–1931 Richard Kantor
7. 1931–1937 Stanislav Podivínský
8. 1937–1942 František Bayer
9. 1942–1945 Josef Večerka
10. 1945–1948 František Bayer
11. 3. 3. 1948–1952 Josef Vymazal
12. 1952–1953 Marie Kubínová
13. 1953–1962 Jaroslav Bubeník
14. 1962–1970 František Sedláček